# Групе за грађанска права
Групе за грађанска права су организације које се баве заштитом грађанских права и грађанских слобода. Њихов циљ је успостављање праведнијег друштва у коме владају једнака права, правда, отворени ток информација и поштује се диверзитет у друштву (нема прогона или нарушавања слобода на основу различитости од доминантне културе, расе или нације).